# Łukasz Kolenda
Łukasz Kolenda (Ełk, 28 luglio 1999) è un cestista polacco.

## Carriera
Con la Polonia ha disputato i Campionati europei del 2022.

## Palmarès
- Campionato polacco: 1

Śląsk Breslavia: 2021-22